# Chapelle de l'Institution Saint-Joseph
La chapelle de l'Institution Saint-Joseph est une chapelle située dans la ville de Verdun, dans la Meuse en région Grand Est.

## Histoire
La chapelle a été édifiée en 1888 par l'architecte Paul-Nicolas Chenevier, l'intérieur contient des vitraux posés en 1889 et réalisés par l'atelier rémois Vermonnet-Pommeray, les peintures murales viennent des peintres Lalouette et Moisselet.
La totalité de la chapelle est inscrite au titre des monuments historiques par arrêté du 4 juillet 2003.

## Description
De style éclectique et construite en fer et en fonte, elle dispose d'une ossature métallique constituée de colonnes, chapiteaux corinthiens, d'arcatures en fer, etc. L'ébéniste Klem est l'auteur des bancs sculptés et du lambris du chœur, le chemin de croix peint a été réalisé par Moiselet.

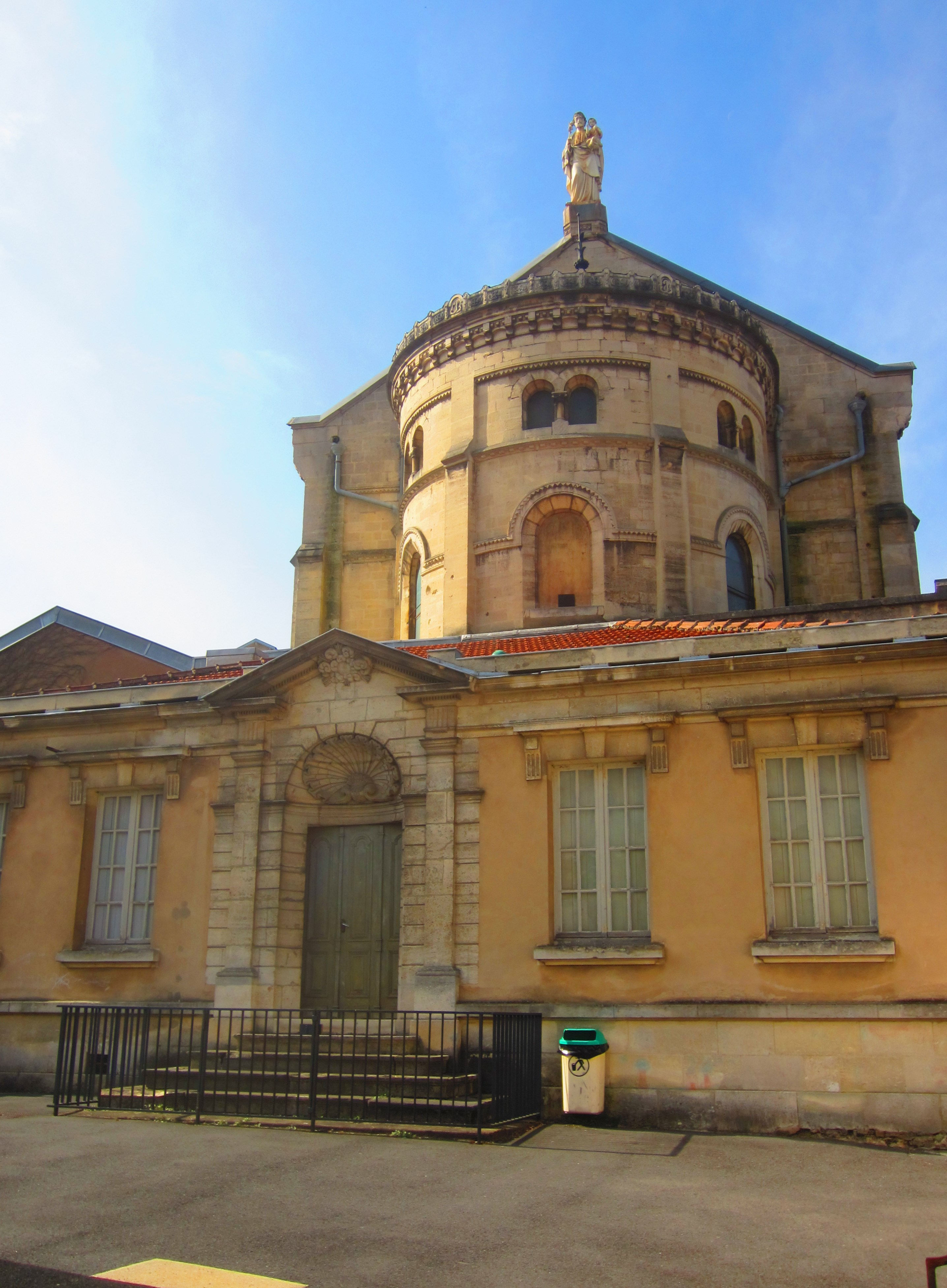
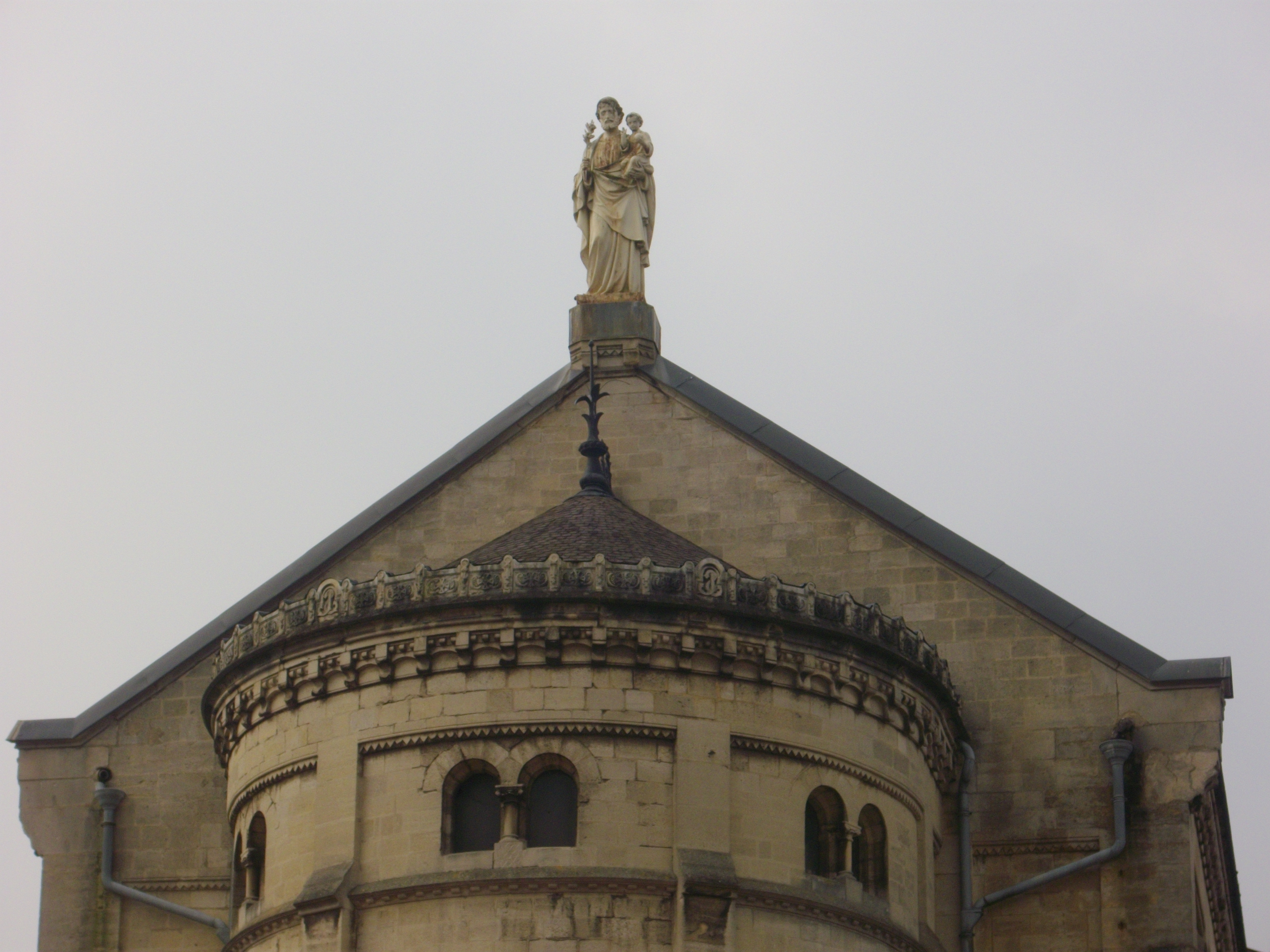
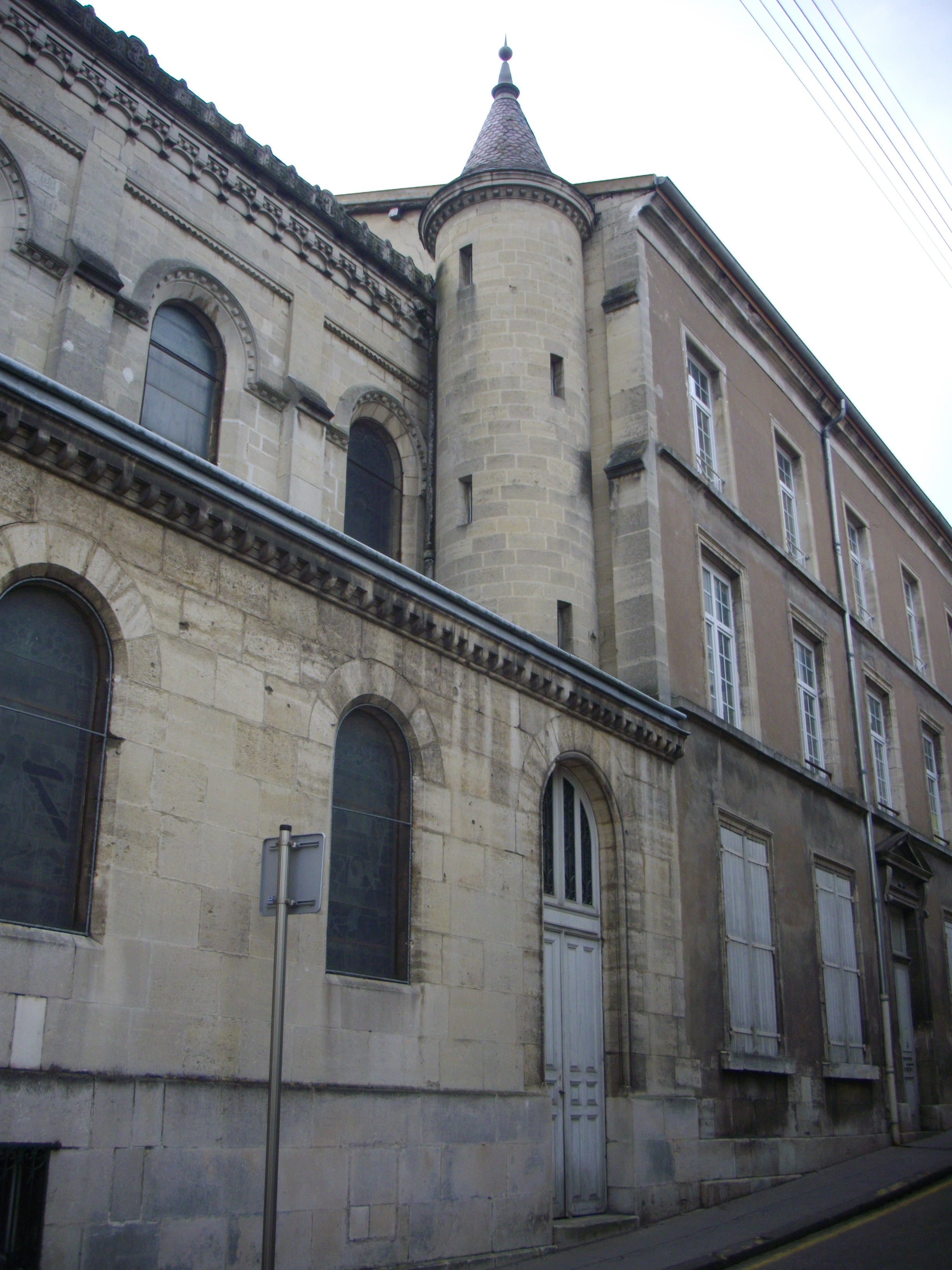